# Евика Силиня
Евика Силиня (на латвийски: Evika Siliņa) е латвийски политик от партията „Единство“.

## Биография
Родена е на 3 август 1975 година в Рига. През 1997 година получава бакалавърска степен по право в Латвийския университет, след което защитава и магистратура в Рижкото юридическо висше училище. След това работи като адвокат, през 2013 – 2019 година е парламентарен секретар на вътрешното министерство, а след това на министър-председателя Кришянис Каринш. От 2022 година е министър на социалните грижи, а след оставката на Каринш е избрана за министър-председател на Латвия от 15 септември 2023 година.